# Kościół św. Leonarda w Busku-Zdroju
Kościół św. Leonarda w Busku-Zdroju – znajdujący się w powiecie buskim, w województwie świętokrzyskim.

Budynek, cmentarz i murowane ogrodzenie, zostały wpisane do rejestru zabytków nieruchomych województwa świętokrzyskiego .
Obiekt leży na Szlaku Architektury Drewnianej województwa świętokrzyskiego.

## Historia
Świątynia wybudowana w 1699 roku, w miejscu istniejącego tam wcześniej kościoła, jest najstarszą budowlą w Busku-Zdroju. Wykonawcą był cieśla Walenty. Była tu siedziba najstarszej w Busku parafii, erygowanej jeszcze przed założeniem klasztoru norbertanów. Wyremontowana w latach 1997–1998 . 

## Architektura
Budowla drewniana na podmurówce, konstrukcji zrębowej wzmacnianej lisicami, orientowana, jednonawowa, z węższym, zamkniętym trójbocznie prezbiterium, niewielką zakrystią od północy i kruchtą od zachodu. Dach nad nawą i prezbiterium wspólny, dwuspadowy kryty gontem z arkadową sygnaturką krytą miedzianą blachą. Ściany szalowane. We wnętrzu profilowana belka tęczowa oraz Grupa Ukrzyżowania z rzeźbami Matki Bożej, św Jana oraz wyciętym w blasze krucyfiksem . Na stropie prezbiterium zachowały się fragmenty późnobarokowej polichromii. W późnobarokowym ołtarzu figura św. Leonarda. W kościele znajduje się rzeźba Matki Bożej z ruchomymi rękami w stawach łokciowych i barkowych, są one wzorowane na XVIII wiecznych lalkach niemieckich .

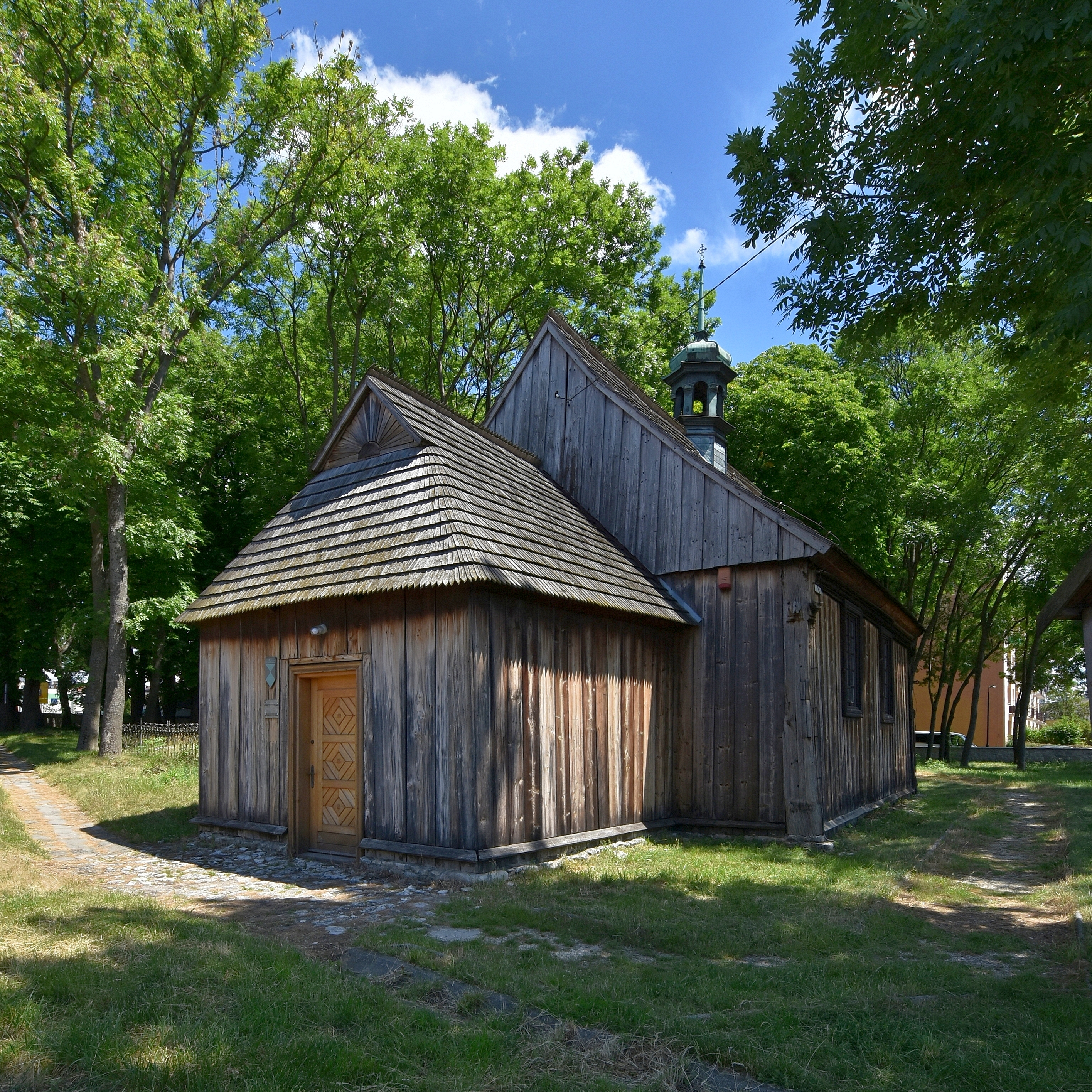
Elewacja frontowa
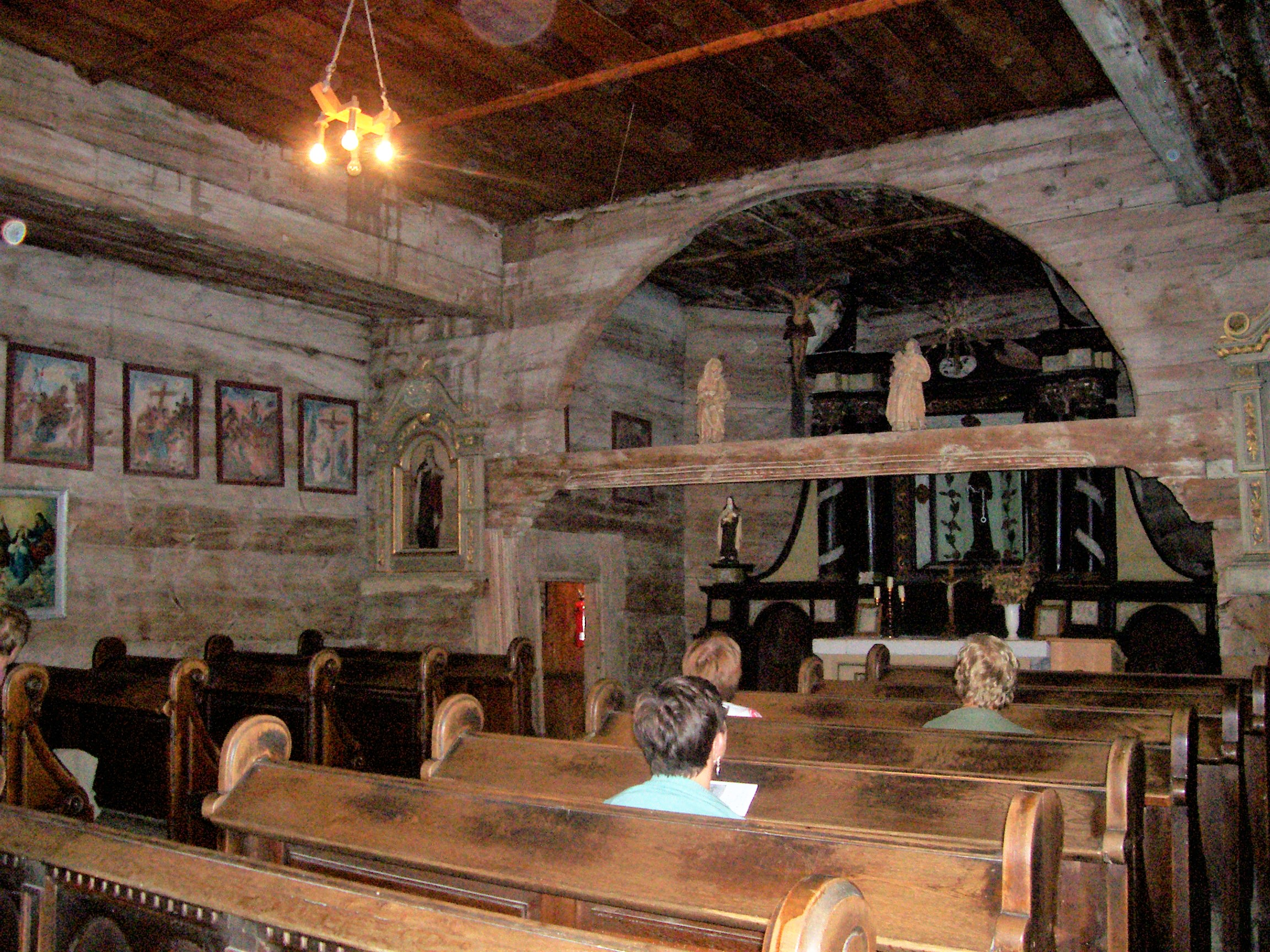
Wnętrze
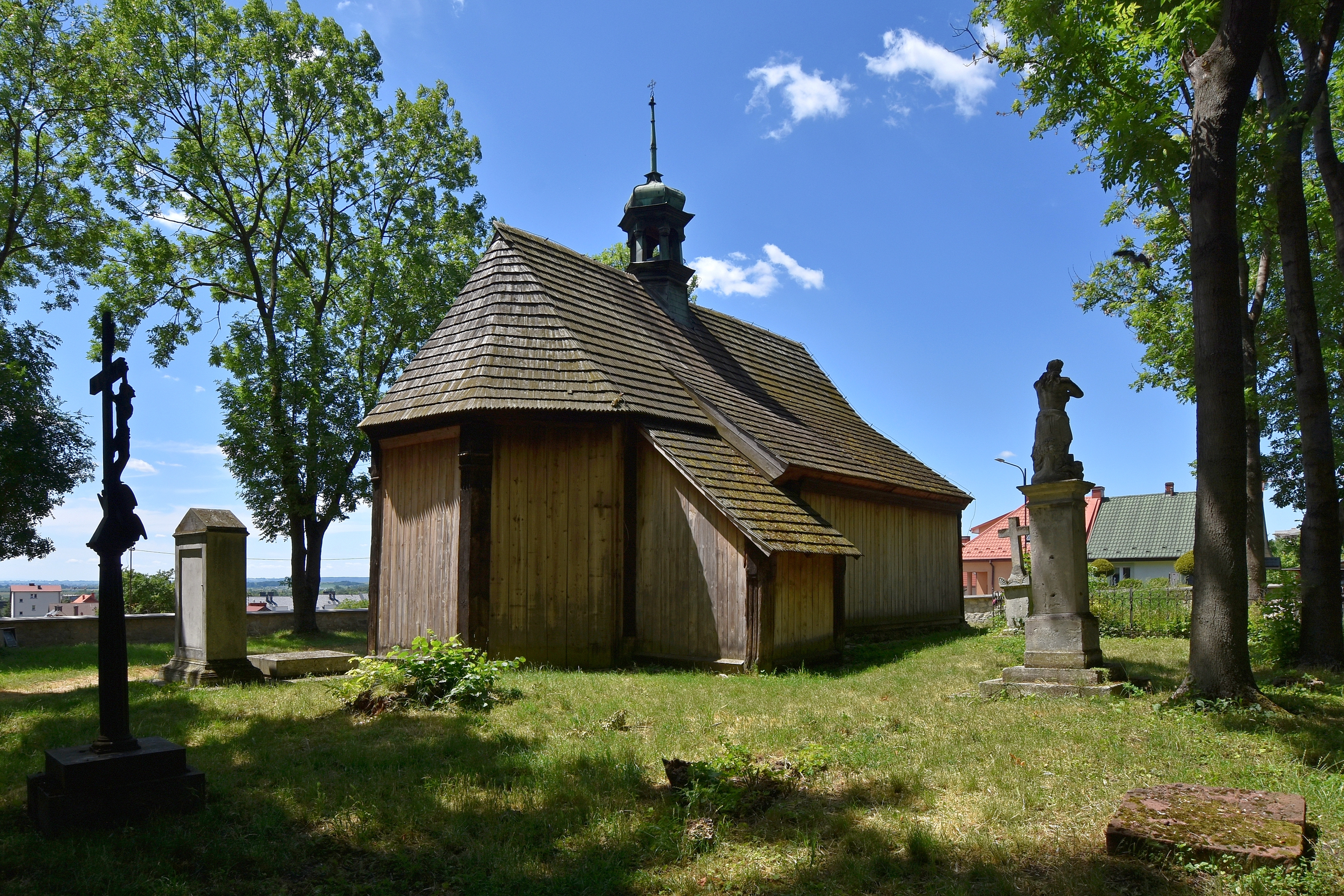
Widok od strony prezbiterium

## Otoczenie
Na cmentarzu wokół kościoła znajdują się nagrobki m.in.
- Pawła Sołtyka, dziedzica Siesławic (zm. 1849)[5] ;
- Mateusza Jeziorowskiego (zm. 1833);
- Feliksa Rzewuskiego – założyciela uzdrowiska w Busku oraz członków rodziny Rzewuskich;
- Ignacego Popiela – żołnierza insurekcji kościuszkowskiej;
- kamienna kolumna opleciona wicią roślinną z przełomu XVII i XVIII wieku[7].

Ostatnie pochówki odbyły się w 2. połowie XIX wieku .